# 谷次亨
谷 次亨（こく じきょう）は、中華民国、満州国の政治家。満州国で民生部大臣、交通部大臣などの要職をつとめた。名は嘉年だが、字の次亨で知られる。

## 事績
日本へ留学し、1923年（民国12年/大正12年）3月に東京高等師範学校文科第一部乙班を卒業した。帰国後は満鉄の嘱託となり、さらに奉天省塩運総局長、本渓湖煤鉄公司秘書などを歴任した。
満州国建国後は、国務院人事処調査科長、文教部嘱託、民政部警務司外事兼保安科長、安東省教育庁庁長を歴任している。1937年（康徳4年）、満州国の機構改革とともに、総務庁次長に抜擢された。1940年（康徳7年、昭和15年）10月、大阪で開催された興亜厚生大会に満洲帝国代表として出席。1941年（康徳8年）1月、要人の大規模な世代交代に伴い、民生部大臣となる。1942年（康徳9年）9月、交通部大臣に異動した。谷次亨は日本語に精通しており、また、関東軍からの信任も厚かった。谷は関東軍の司令部をしばしば訪問し、中国人の思想動向を報告していたとされる。
満州国が滅亡すると、谷次亨はソ連軍に逮捕され、シベリアに連行・収監された。1950年8月、中華人民共和国に引き渡され撫順戦犯管理所に収監される。後に特赦を受け、長春市図書館で勤務した。
1977年、長春で病没。享年80。

## 注
1. ↑  東京高等師範学校編『東京高等師範学校第一臨時教員養成所一覧 自大正14年至15年』東京高等師範学校、449頁。
2. ↑  劉寿林ほか編『民国職官年表』による。孫棫蔚「偽満州国大臣省長的大連人」は1940年としている。